# Шили (Шимковецький старостинський округ)
Шили́ — село в Україні, у Шимковецькому старостинському окрузі Збаразької міської громади Тернопільської області. Розташоване на річці Жирак, на півночі району. До 2020 орган місцевого самоврядування — Карначівська сільська рада.
Населення — 345 осіб (2007).
Поблизу села є Шилівське родовище вапняку.

## Історія
Відоме від XVI століття.
Станом на 1885 рік у колишньому власницькому селі Вербовецької волості Кременецького повіту Волинської губернії мешкало 342 особи, налічувалось 43 двори, існували православна церква, 2 водяних млини.
На 1936 рік село входило до ґміни Вишгородок Кременецького повіту.
12 червня 2020 року, відповідно до Розпорядження Кабінету Міністрів України від № 724-р «Про визначення адміністративних центрів та затвердження територій територіальних громад Тернопільської області», село увійшло до складу Збаразької міської громади.
19 липня 2020 року, в результаті адміністративно-територіальної реформи та ліквідації Лановецького району, село увійшло до складу новоутвореного Тернопільського району.

## Пам'ятки
Є церква Різдва Пресвятої Богородиці (1873, кам'яна).

## Соціальна сфера
Діють ЗОШ 1-2 ступені, клуб, бібліотека, ФАП, торг. заклад.

## Постаті
- Дудар Іван Володимирович (1983—2022) — солдат Збройних сил України, учасник російсько-української війни. Почесний громадянин Тернополя (посмертно).

## Галерея

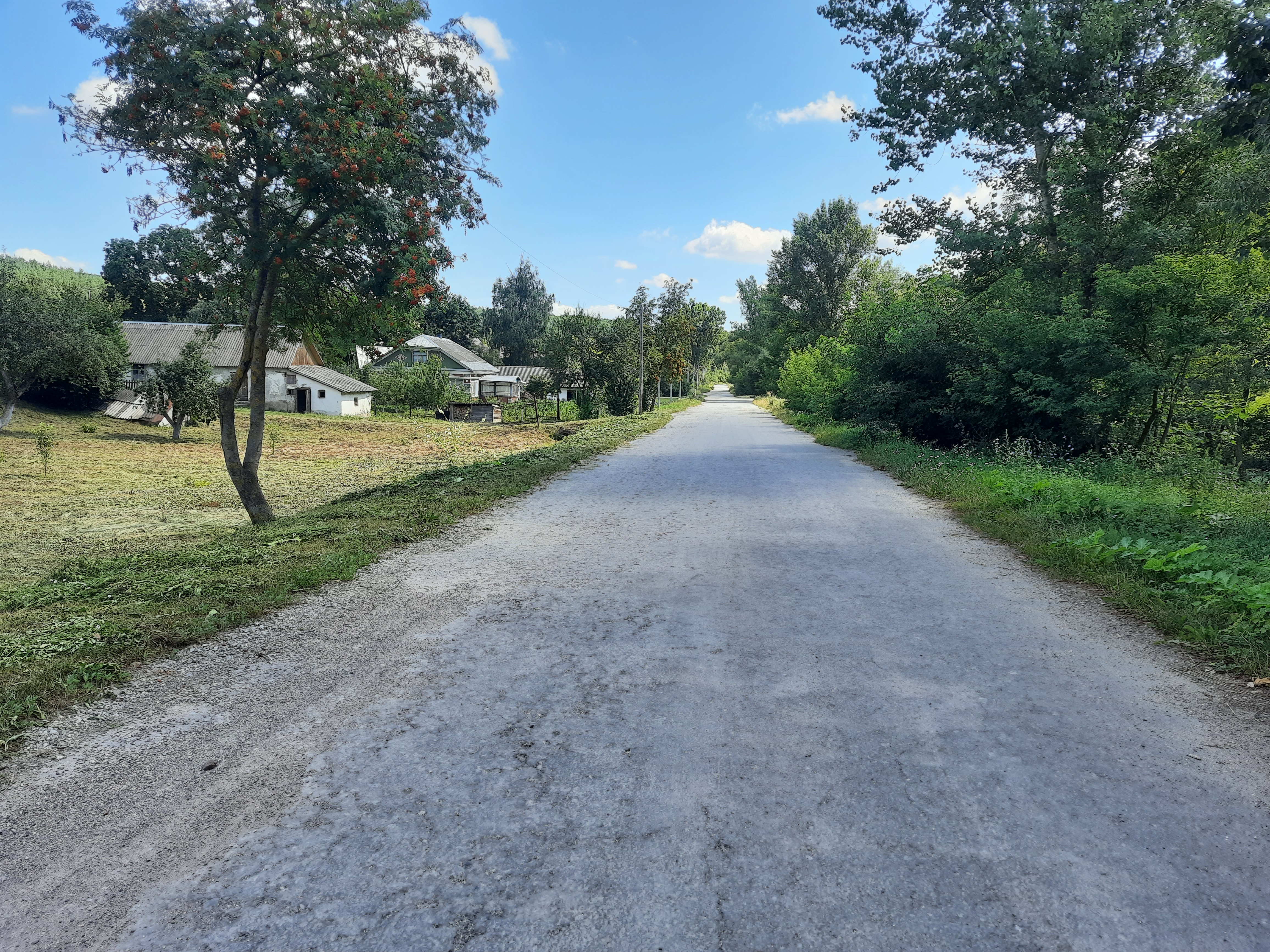
В'їзд у село
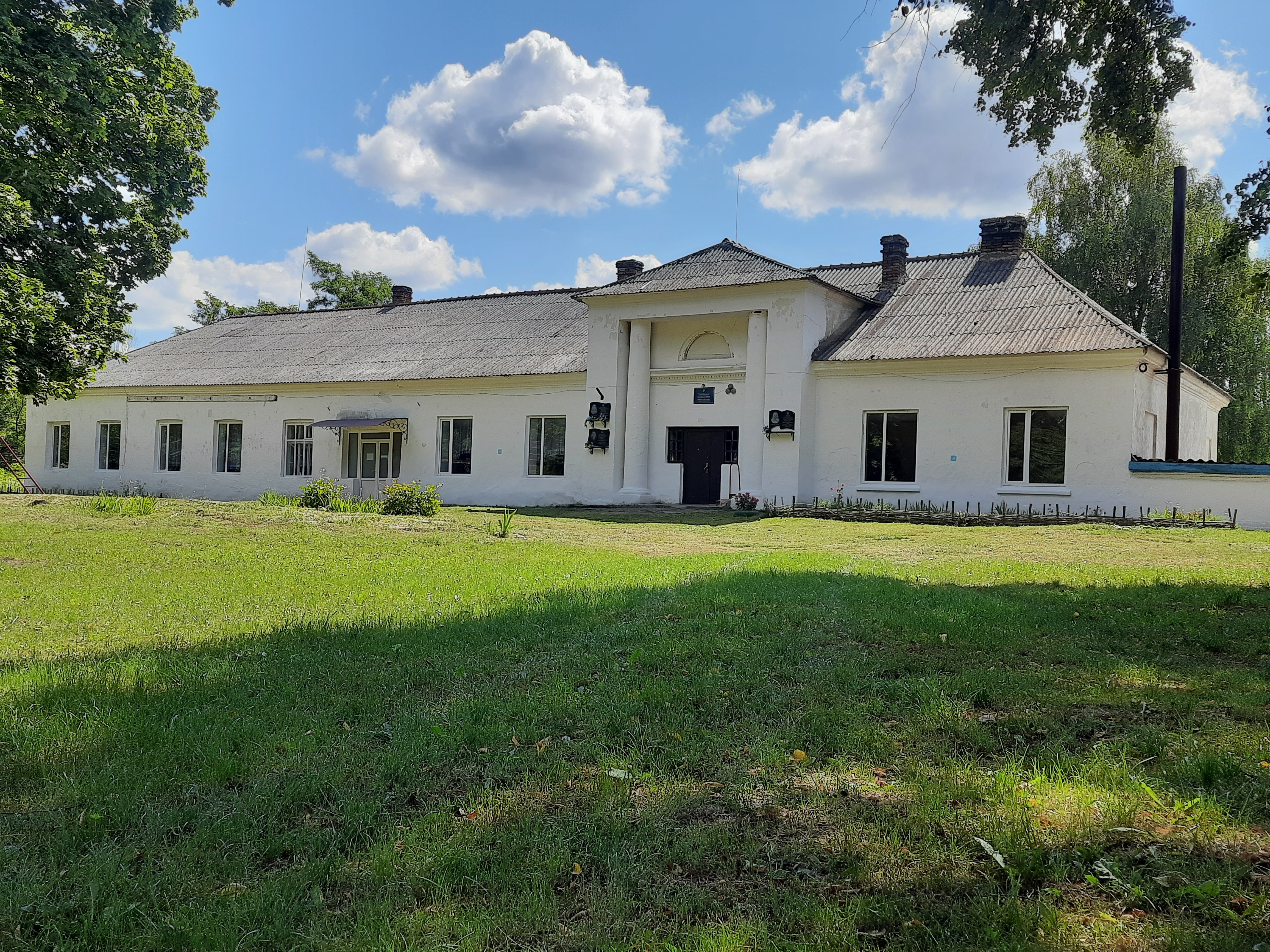
Школа
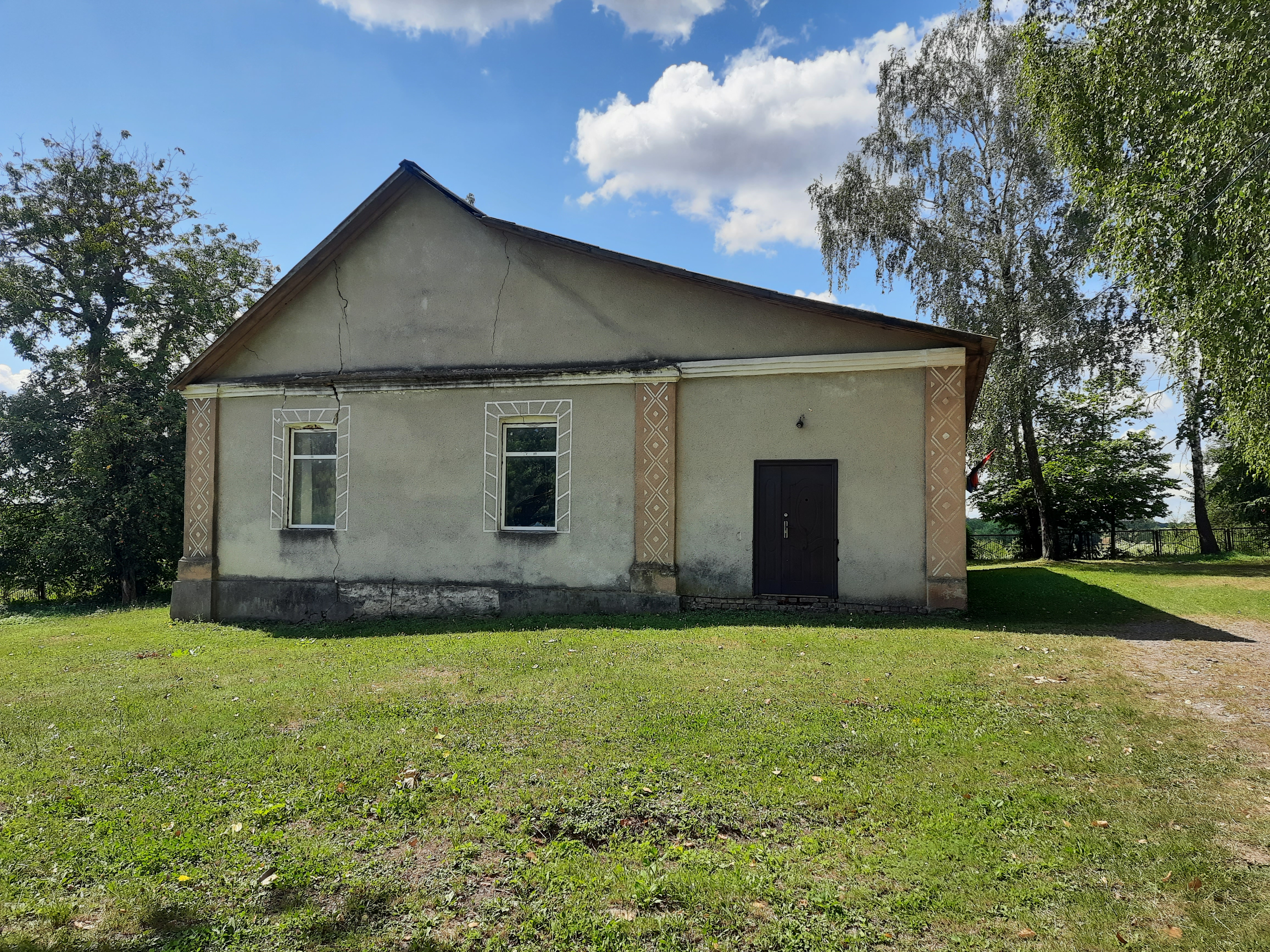
Клуб
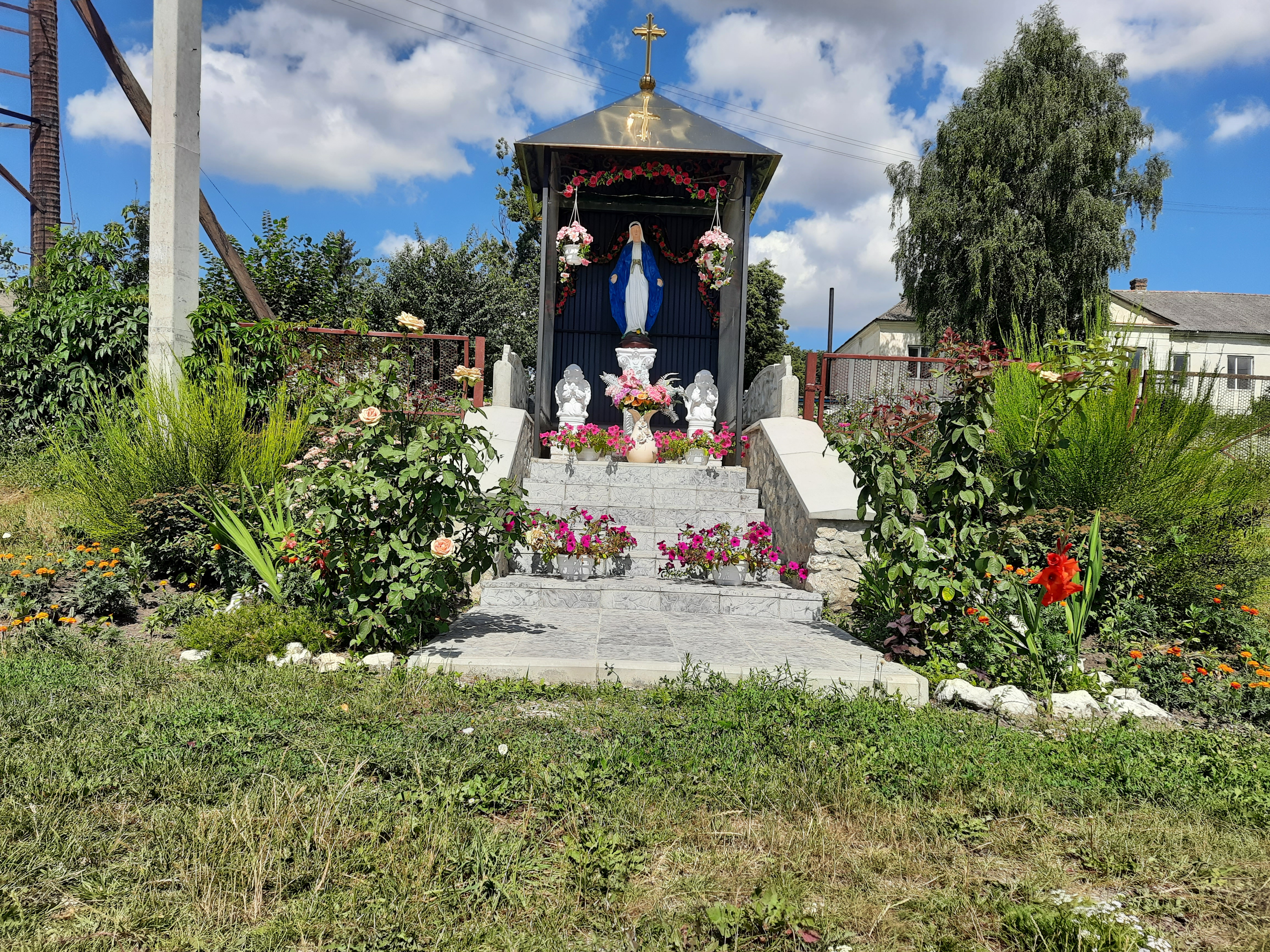
Статуя Божої Матері
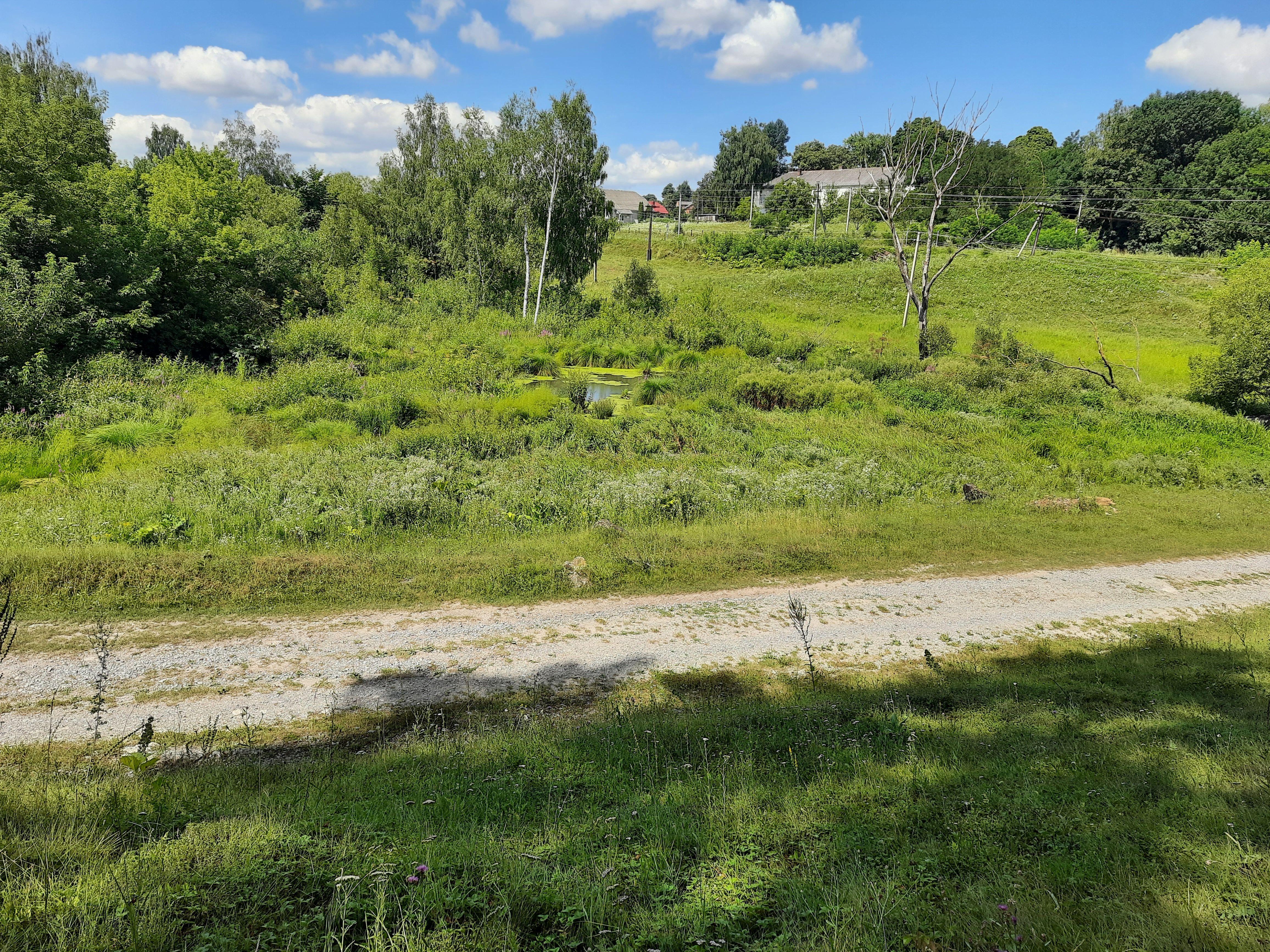
Сільський пейзаж